# María Sara Grippoli
María Sara Grippoli Gagliardo (Montevideo, 28 de diciembre de 2004) es una deportista uruguaya que compite en taekwondo. Clasificó a los Juegos Olímpicos de París 2024 y fue abanderada de su país en el desfile inaugural, junto con Emiliano Lasa. Es la primera practicante uruguaya de taekwondo en participar de una edición de los Juegos Olímpicos.

## Biografía
Grippoli es alumna de taekwondo en la Academia Lee desde los 5 años, pero no compitió hasta el 2016. Sus dos hermanas también son practicantes como ella. En el 2019, Grippoli hace su debut en el equipo nacional. Ella compitió en los Juegos Sudamericanos de la juventud 2022 South American Youth Games en la categoría de los 49 kg y ganó la medalla de bronce.
Ganó una medalla de bronce en el Campeonato Panamericano de Taekwondo de 2024, en la categoría de –49 kg.

## Palmarés internacional
| Campeonato Panamericano | Campeonato Panamericano | Campeonato Panamericano | Campeonato Panamericano |
| Año                     | Lugar                   | Medalla                 | Categoría               |
| ----------------------- | ----------------------- | ----------------------- | ----------------------- |
| 2024                    | Río de Janeiro (Brasil) | Medalla de bronce       | –49 kg                  |